# Bertha Lamme Feicht
Bertha Lamme Feicht (16 de desembre de 1869 – 20 de novembre de 1943) va ser una enginyera nord-americana. El 1893, va esdevenir la primera dona en rebre un grau d'enginyeria de la Universitat Estatal d'Ohio.
Va néixer a la granja de la seva família a Bethel Township prop de Springfield, Ohio el 16 de desembre de 1869. Després de graduar-se a l'Olive Branch High School e 1889, va seguir els passos del seu germà, Benjamin G. Lamme footsteps i es va matricular a l'Estat d'Ohio aquella tardor.
Es va graduar el 1893 amb un grau en enginyeria mecànica amb una especialitat en electricitat. La seva tesi es va titular "Una Anàlisi de Proves d'un Generador de Ferrocarril Westinghouse." El diari dels estudiants va informar que hi va haver un esclat d'aplaudiments espontanis quan va rebre el seu grau. Llavors va ser contractada per Westinghouse com la seua primera enginyera. Va treballar allà fins que es va casar amb Russell S. Feicht, el seu supervisor i amic de l'Estatal d'Ohio, el 14 de desembre de 1905.
Va tenir una nena, Florence, nascuda el 1910, qui va esdevenir física a l'Agència de Mines dels EUA.
Bertha Lamme Feicht va morir a Pittsburgh el 20 de novembre de 1943 i va ser enterrat a Homewood Cementiri.

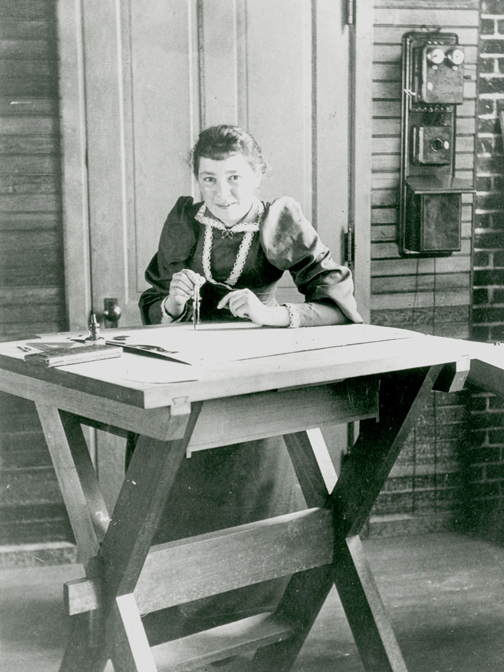
1892 Bertha Lamme dibuixant amb compàs